# جينارو ترويانيلو
جينارو ترويانيلو (بالإيطالية: Gennaro Troianiello)‏ (21 مارس 1983 بنابولي في إيطاليا - ) هو لاعب كرة قدم إيطالي في مركز الهجوم. لعب مع نادي باليرمو ونادي بولونيا ونادي ترنانا ونادي ساسولو ونادي ساليرنيتانا ونادي سيينا ونادي فروسينوني ونادي فوجيا وSSD Ischia Calcio ‏ وFBC Calangianus 1905 ‏ وUSD Nuorese Calcio 1930 ‏ وASD Città di Gallipoli ‏.

## روابط خارجية
- جينارو ترويانيلو على موقع قاعدة بيانات كرة القدم.إي يو (الإنجليزية)
- جينارو ترويانيلو على موقع Soccerway.com (الإنجليزية)
- جينارو ترويانيلو على موقع عالم كرة القدم.نت (الإنجليزية)
- جينارو ترويانيلو على موقع AS.com (الإسبانية)